# Daze
Daze er en dansk eurodance-gruppe der består af sangerinden Trine Bix (født Trine Holck Pedersen) og producerne Jesper Tønnov Rasmussen og Lucas Sieber. De fik deres gennembrud i 1997–98 med singlerne "Superhero" og "Tamagotchi" (senere genudgivet som "Together Forever (The Cyber Pet Song)") fra debutalbummet Super Heroes (1997). Albummet var bl.a. produceret af den danske producer-duo Johnny Jam & Delgado, der ligeledes stod bag Aqua's succesalbum Aquarium (1997). Super Heroes solgte over 300.000 eksemplarer på verdensplan, heriblandt 90.000 i Danmark. Albummet modtog prisen som Årets danske dance-udgivelse ved Dansk Grammy.
Daze udgav deres andet album, They Came to Rule i 2000. På albummet nedtonede Daze dance-lyden til fordel for midttempo-sange med inspiration fra poprock, disko og salsa. Albummet var bl.a. produceret af Greg Walsh, der tidligere havde arbejdet med Tina Turner. They Came to Rule blev ikke en lige så stor succes som debutalbummet, og solgte 25.000 eksemplarer.
I 2012 gjorde Daze comeback med singlen "Fool Me". I 2013 deltog de i Dansk Melodi Grand Prix med sangen "We Own the Universe", der var skrevet af Thomas G:son og Peter Boström.
Daze startede oprindeligt som gruppen Systematixx og udgav tre singler i perioden 1994–96 under dette navn.

## Diskografi

### Album
- Super Heroes (1997)
- They Came to Rule (1999)

### Singler
- "Superhero" (1997)
- "Toy Boy" (1997)
- "Tamagotchi" (1997)
- "In the Middle of the Night" (1997)
- "Together Forever (The Cyber Pet Song)" (1998)
- "Feliz Navidad" (1998)
- "15 Minutes of Fame" (1999)
- "2nd Chance" (2000)
- "Fool Me" (2012)
- "We Own the Universe" (2013)